# Ratko Rudić
Ratko Rudić, nacido en Belgrado el 7 de abril de 1948, jugador internacional y entrenador croata de waterpolo.

## Clubs
- Partizan  ( Serbia)

## Palmarés
Como jugador en la selección yugoslava de waterpolo
- Plata en los juegos olímpicos de Moscú 1980
- Plata en los campeonatos europeos de 1977
- Bronce en los campeonatos europeos de 1974
- Bronce en los campeonatos del mundo de 1973
- 5º en los juegos olímpicos de Múnich 1972
- Bronce en los campeonatos europeos de 1970

Como entrenador de la selección yugoslava de waterpolo
- Oro en los juegos olímpicos de Seúl 1988
- Oro en la copa FINA de waterpolo de 1987
- Plata en el campeonato de Europa de waterpolo de 1987
- Oro en los campeonatos del mundo de waterpolo de 1986
- Plata en el campeonato de Europa de waterpolo de 1985
- Oro en los juegos olímpicos de Los Ángeles 1984

Como entrenador de la selección italiana de waterpolo
- 5º en los juegos olímpicos de Sídney 2000
- Bronce en el campeonato de Europa de waterpolo de 1999
- Plata en la copa FINA de waterpolo de 1999
- Bronce en los juegos olímpicos de Atlanta 1996
- Oro en el campeonato de Europa de waterpolo de 1995
- Oro en los campeonatos del mundo de waterpolo de 1994
- Oro en la copa FINA de waterpolo de 1993
- Oro en los juegos olímpicos de Barcelona 1992
- Bronce en categoría sub-21 Waterpolo en los juegos de Juegos Olímpicos de Barcelona 1992

Como entrenador de la selección estadounidense de waterpolo
- Bronce en la liga FINA de waterpolo de 2003
- Oro en los juegos panamericanos de waterpolo de 2003